# كأس الاتحاد الأوروبي للسيدات 2001–02
كأس الاتحاد الأوروبي للسيدات 2001–02 (بالإنجليزية: 2001–02 UEFA Women's Cup)‏ هو الموسم الأول من  كأس الاتحاد الأوروبي للسيدات. أقيم خلال الفترة 14 سبتمبر 2001 وحتى 23 مايو 2002، وشارك فيه  33 فريقاً، وفاز فيه إف إف سي فرانكفورت.